# Diakonie Valašské Meziříčí
Diakonie Valašské Meziříčí je jedním ze středisek Diakonie Českobratrské církve evangelické, poskytuje služby seniorům, lidem se zdravotním znevýhodněním, nemocným a umírajícím a je nápomocna rodinám a ostatním pečujícím.  

## Poskytované služby
Zdroj:  https://www.diakonievm.cz/nase-sluzby/

#### Zdravotní služby pro nemocné a umírající:
- Hospic CITADELA (lůžkový hospic)
- Domácí hospic SPOLEČNOU CESTOU
- Ambulance paliativní medicíny
- Sociálně zdravotní lůžka
- Domácí zdravotní péče - ošetřovatelská služba

#### Služby k podpoře domácí péče:
- Poradna pro pečující
- Ošetřovatelská služba
- Osobní asistence
- Odlehčovací služby - terénní
- Denní stacionář DOBROMYSL
- Půjčovna kompenzačních pomůcek

#### Sociální pobytové služby:
- Domov se zvláštním režimem
- Odlehčovací služby - pobytové

#### Služby pro osoby se zdravotním postižením:
- Sociální rehabilitace
- Chráněné bydlení Johannes

## Historie
Zdroj: https://www.diakonievm.cz/o-nas/historie/

#### Rok 1993
Vzniklo středisko Domácí péče Diakonie ČCE ve Valašském Meziříčí a jeho zahájení ošetřovatelské a pečovatelské služby, která nabízí pomoc lidem v jejich domácím prostředí, otevření půjčovny kompenzačních pomůcek.

#### Rok 1994
Vznikla myšlenka na vybudování zařízení, kde by bylo možné zajišťovat komplexní péči o nevyléčitelně nemocné klienty. K realizaci daného záměru bylo vytvořeno občanské Sdružení pro založení a podporu hospice ve Valašském Meziříčí.

#### Rok 1997
Vyhlášeno výběrové řízení na vytvoření architektonické studie hospice.

#### Rok 2001
V rámci struktury střediska Domácí péče Diakonie ve Valašském Meziříčí bylo vytvořeno substředisko Hospic. Základní kámen tohoto substřediska byl položen v září za účasti ministra zdravotnictví ČR a dalších významných hostů.

#### Rok 2003
Rozdělení původního střediska Domácí péče Diakonie ve Valašském Meziříčí na dvě samostatná střediska: Diakonie ČCE - středisko ve Valašském Meziříčí a Diakonie ČCE - hospic CITADELA. V závěru roku dokončena stavba hospice, byly získány všechny potřebné registrace a schválení pro zahájení zkušebního provozu.

#### Rok 2004
Vznik denního stacionáře pro seniory, kteří nemohou během dne zůstávat sami doma. Dne 30. 4.  ukončen zkušební provoz hospice, který byl slavnostně uveden do řádného provozu.

#### Rok 2007
Rozšíření aktivit hospice registrací sociálních pobytových služeb podle § 52 zákona 108/2006 Sb., které jsou poskytovány v budově bývalé LDN na Žerotínově ulici.

#### Rok 2009
Rozšíření služeb střediska Diakonie ČCE ve Valašském Meziříčí o osobní asistenci pro seniory a lidi s postižením, kteří potřebují ve svém prostředí pomoc s více činnostmi a ve větším časovém rozsahu. 

#### Rok 2010
Město Valašské Meziříčí uzavřelo s Diakonií ČCE - hospic CITADELA a Diakonií ČCE - středisko ve Valašském Meziříčí smlouvu o partnerství za účelem společně realizovat projekt Dům sociálních služeb ve Valašském Meziříčí. Cílem projektu byla rekonstrukce budovy bývalého konviktu, později plicního oddělení nemocnice a léčebny dlouhodobě nemocných tak, aby v ní střediska Diakonie mohla poskytovat sociální služby. V listopadu začala rekonstrukce této budovy s cílem vytvořit zde moderní zázemí pro poskytování komplexních sociálních služeb pobytových, ambulantních i terénních. Středisko Diakonie ČCE ve Valašském Meziříčí začalo v rámci ošetřovatelské služby poskytovat domácí paliativní péči.

#### Rok 2011
Dne 26. září proběhlo slavnostní předání zrekonstruované budovy Domu sociálních služeb a 3. října stěhování klientů sociálních služeb Diakonie ČCE - hospic CITADELA. V listopadu se z prostor na Vrbenské ulici do přízemí zrekonstruované budovy Domu sociálních služeb přestěhovalo také středisko domácí péče Diakonie ČCE.

#### Rok 2012
K 1.1. proběhla registrace a zřízení nové služby v Diakonii ČCE - hospic CITADELA podle § 50 zákona 108/2006 Sb. domov se zvláštním režimem v Domě sociálních služeb. K 31. 12. byla ukončena služba podle § 52 zákona 108/2006 Sb. sociální služby poskytované ve zdravotnických zařízeních lůžkové péče.

#### Rok 2013
K 1.1. proběhla registrace a zřízení nové služby v Diakonii ČCE - hospic CITADELA podle § 49 zákona 108/2006 Sb. domov pro seniory v Domě sociálních služeb. Ke konci roku ukončil své desetileté působení na pozici ředitele Diakonie ČCE - hospic CITADELA pan Ing. Miloslav Běťák. V tomto roce Diakonie ČCE - středisko ve Valašském Meziříčí založilo dceřinou společnost 1. Valašskou diakonickou, s. r. o. za účelem sociálního podnikání, následné založení dvou sociálních podniků Palomino a Secondhelp, kde byly vytvořeny pracovní místa pro lidi se zdravotním znevýhodněním.

#### Rok 2014
Do Diakonie ČCE - hospic CITADELA nastoupila nová ředitelka paní Mgr. Květoslava Othová. Diakonie ČCE - středisko ve Valašském Meziříčí zahájilo službu sociální rehabilitace. Zapojilo se do projektu Pečuj doma zaměřeném na podporu rodin, které doma pečují o člena rodiny.

#### Rok 2015
Dne 1. července proběhla registrace služby Diakonie ČCE - hospic CITADELA podle § 52 zákona 108/2006 Sb. sociální služby poskytované ve zdravotnických zařízeních lůžkové péče. Diakonie ČCE - středisko ve Valašském Meziříčí zahájilo službu Chráněného bydlení JOHANNES pro dospělé lidi s mentálním postižením, rozšířilo služby sociální rehabilitace do Rožnova pod Radhoštěm a založilo pobočky Sociálního podniku Secondhelp v Rožnově pod Radhoštěm.

#### Rok 2016
K 1. listopadu zahájila Diakonie ČCE - hospic CITADELA činnost Ambulance paliativní medicíny. Dne 31. prosince došlo k ukončení služby Domovy pro seniory podle zákona č. 108/2006 Sb. Ve spolupráci se sesterskou organizací Diakonie ČCE - hospicem CITADELA zahájilo Diakonie ČCE - středisko ve Valašském Meziříčí činnost Domácího hospice SPOLEČNOU CESTOU.

#### Rok 2017
Od 1. ledna došlo v Diakonii ČCE - hospic CITADELA ke změně registrace služby Domov se zvláštním režimem, jedná se o změnu kapacity služby z 21 lůžek na 42 lůžek. V Diakonii ČCE - středisko ve Valašském Meziříčí proběhlo otevření Poradny pro pečující ve spolupráci s nemocnicí Agel ve Valašském Meziříčí. Založily se svépomocné skupiny pro pečující o lidi s demencí a zahájil se provoz služby Matteo, která se snaží pomoci znevýhodněným nebo zdravotně postiženým lidem připravit se na zaměstnání a následným získáním pracovního místa.

#### Rok 2018
V tomto roce proběhly oslavy 25. výročí existence našeho působení ve Valašském Meziříčí a přípravy na budoucí slučování Diakonie ČCE - střediska ve Valašském Meziříčí a Diakonie ČCE - hospic CITADELA. Ke konci roku ukončila své působení na pozici ředitelky Diakonie ČCE - střediska ve Valašském Meziříčí paní Mgr. Zdislava Odstřčilová.

#### Rok 2019
Zahájil se proces slučování obou středisek. Na proces slučování byl na funkci ředitele jmenován pan Ing. Miloslav Běťák. V Diakonii ČCE - středisku ve Valašském Meziříčí vzniklo rozšíření pečovatelské služby o odlehčovací službu jako pomoc pro pečující osoby, kteří potřebují odpočinek. Proběhlo ukončení Sociálního podniku Secondhelp (zrušeny prodejny v Kopřivnici a Novém Jičíně) v 1. Valašské diakonické, s. r. o. a vznikl sociální podnik pod novým názvem Sociální podnik Na ramínku.

#### Rok 2020
Vznik nového sloučeného střediska Diakonie Valašské Meziříčí pod vedením paní ředitelky Mgr. Květoslavy Othové.

#### Rok 2022
Vznik Osamostatnění 1. Valašské diakonické, s.r.o. a její přejmenování na 1. Valašskou dílnu, s.r.o., ředitelkou je Ing. Aneta Klimentová.

#### Rok 2023
Diakonie ve Valašském Meziříčí oslavila 30. výročí svého působení ve Valašském Meziříčí. Od 1. 1. 2024 nastoupila do funkce ředitelky Bc. Lenka Kostelná.